# Ausbeute (Bergbau)
Als Ausbeute bezeichnete man im Regalbergbau den reinen Überschuss, der nach Verwertung des geförderten Bodenschatzes und Abzug aller Kosten an die Kuxbesitzer verteilt wurde.

## Grundlagen
Der Betrieb eines Bergwerks war von jeher mit hohen Kosten verbunden, die in der Regel nicht von einer Person allein getragen werden konnten. Aus diesem Grund schlossen sich stets mehrere Anteilseigner zu einer bergrechtlichen Gewerkschaft zusammen. Anteilig zu den Einlagen erhielt jeder Gewerke eine entsprechende Anzahl von Kuxen. Insbesondere in den Anfangszeiten, vor dem Erreichen der Lagerstätte, warfen die meisten Zechen keine Gewinne ab, so dass die Gewerken Zubuße zahlen mussten. Dies führte dazu, dass viele Bergwerke schon nach kurzer Zeit wieder geschlossen wurden, wenn der erhoffte Gewinn ausblieb. Da die Gewinne hauptsächlich von den geförderten Bodenschätzen abhängig waren, wurde oft Raubbau betrieben, um möglichst schnell Gewinne zu erzielen. Dies war nicht im Sinne des Staates bzw. des Regalherrn, weshalb die Abbauführung von den Bergbeamten streng überwacht und Raubbau unterbunden wurde.

## Regelungen
Die Ausbeute wurde in der Regel nicht in Metallanteilen, sondern in Form von Münzgeld an die einzelnen Gewerken ausgezahlt. In einigen Bergbauregionen gab es speziell geprägte Münzen, sogenannte Ausbeutemünzen der Grube, die dann an die einzelnen Gewerken ausgezahlt wurden. Das Silber und Gold wurde in speziellen Aufbewahrungskästen, den Ausbeutstöcken, verwahrt und zu den entsprechenden Münzen transportiert. Dort wurden die Edelmetalle zu Münzen geprägt und in den Ausbeutstöcken zurück zum Bergwerk transportiert. Sonstige Metalle wie Kupfer wurden vom Schichtmeister an die Schmelzhütten verkauft. Es wurde jedoch nicht immer alle Ausbeute unter den Gewerken verteilt, sondern es wurden oftmals Rücklagen für unvorhergesehene Ereignisse gebildet, wie z. B. Absaufen der Grube mit anschließender Sümpfung. Der Kassenbestand, den eine Zeche haben musste, ehe sie Ausbeute schließen durfte, war vorgeschrieben. Er musste mindestens so hoch sein, dass der wahrscheinliche Aufwand an Material, Steuern und sonstigen Abgaben für drei bis vier Quartale bezahlt werden konnte. Auch musste bei der jeweiligen Zeche noch ein ausreichender Erz- und Materialvorrat vorhanden sein.
Konnte der Schichtmeister die Rücklagen aufweisen, so durfte er die entsprechende Ausbeute pro Quartal an die Anteilseigner auszahlen. Die Berechnung dafür wurde auf dem Oberbergamt im Beisein des zuständigen Ausbeutschichtmeisters und des Kuxkränzlers durchgeführt. In Bergbaurevieren, in denen es keine Kuxkränzler mehr gab, war an deren Stelle der Zubußbote anwesend. Dieser Vorgang wurde dann als „Ausbeute schließen“ bezeichnet. Das Abholen oder Empfangen der Ausbeute wurde als „Ausbeute heben“ bezeichnet. Für die Zahlung der Ausbeute mussten die einzelnen Gewerke eine Gebühr, dass sogenannte Ausbeutezählgeld, an das Bergamt zahlen. Wurde die Ausbeute von fremden Gewerken über mehrere Jahre nicht abgefordert, musste der Geldbetrag hierfür auf dem Rathaus deponiert werden. Diesen Vorgang nannte man „die Ausbeute stehenlassen“.

## Ausbeutezechen

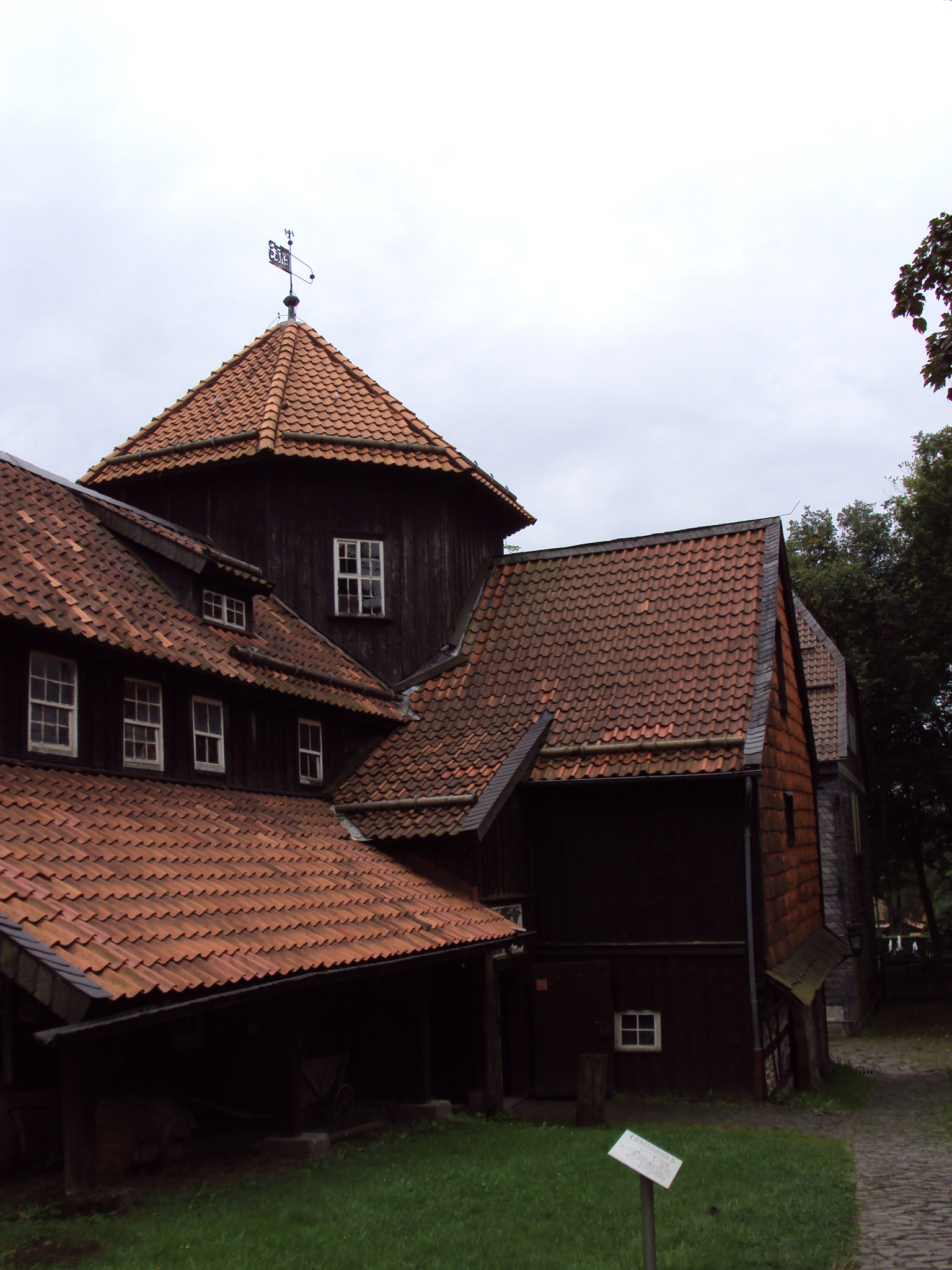
Gaipelgebäude mit Ausbeutefahne auf der Dachspitze. Oberharzer Bergwerksmuseum, Clausthal-Zellerfeld

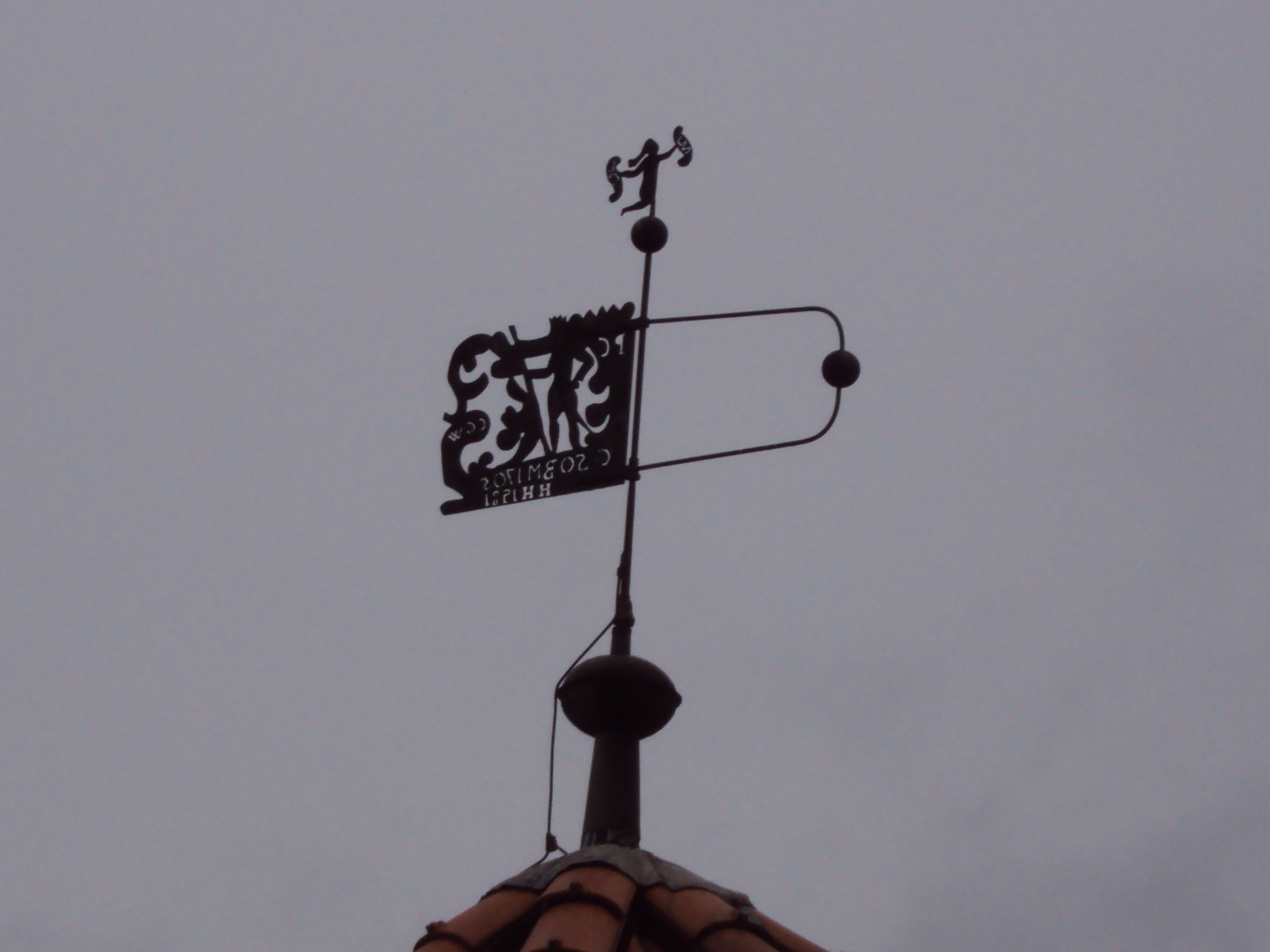
Ausbeutefahne auf der Dachspitze, wie vor

Zechen, die nach Abzug aller Kosten und Steuern noch Gewinne abwarfen, wurden Ausbeutezechen genannt. Gab eine Zeche nur den sogenannten erstatteten Verlag wieder, wurde sie Verlagszeche genannt. Sämtliche Ausbeutezechen eines Bergreviers wurden in einem Verzeichnis, dem Ausbeutebogen, aufgeführt. Im Harzer Bergrevier wurden Zechen, die sich erstmals in Ausbeute befanden, mit einer Ausbeutefahne kenntlich gemacht, diese Ausbeutefahne wurde auf der Spitze des Schachtgebäudes angebracht. Die Ausbeutefahnen bestanden aus Eisenblech und waren oftmals reichlich verziert und mit verschiedenen Symbolen und Daten versehen. Als Angaben in der Ausbeutefahne wurde neben dem Namen oder dem Symbol der Zeche auch das Jahr der Ausbeute eingefügt. Oftmals enthielten diese auch die Initialen des Oberbergmeisters. Die Tradition der Ausbeutefahnen entwickelte sich ab dem 17. Jahrhundert im Oberharz, es konnte in keinem anderen Bergbaugebiet auf der Welt eine ähnliche Tradition nachgewiesen werden. Die Kuxe der Ausbeutezechen wurden Ausbeutekuxe genannt. Der Schichtmeister dieser Ausbeutezechen erhielt oftmals neben seinem Lohn noch einen Ausbeutekux als Geschenk von den Gewerken zugeteilt. Im sächsischen Bergbau wurde dem Schichtmeister und dem Obersteiger anstatt des Ausbeutekuxes ein bestimmter Geldbetrag ausgezahlt.